# Anna Schmidt-Rodziewicz
Anna Katarzyna Schmidt-Rodziewicz (nascida a 11 de novembro de 1978) é uma deputada e política polaca. Ela foi eleita para o 9.º Sejm, representando o círculo eleitoral de Krosno.